# Hygrophorus dichrous
Hygrophorus dichrous Khun, e Romagnesi
L'H. dichrous è un fungo molto comune facilmente riconoscibile per il glutine che lo ricopre, ad eccezione della zona apicale biancofurfuracea del gambo. È una specie piuttosto tardiva come tutti gli Hygrophorus(si sviluppa infatti a novembre inoltrato).

## Sinonimi
Hygrophorus persoonii

## Cappello
3–9 cm; dapprima emisferico poi appianato, umbonato. Cuticola glutinosa di colore dal bruno più o meno scuro, con umbone centrale più scuro. Margine biancastro negli esemplari giovani, ed involuto.

## Lamelle
Bianche, non molto fitte, sub-decorrenti

## Gambo
Il Ggambo ha un'altezza di 7-12 cm; diametro cm 1,2-2; è cilindrico, con base fusiforme, con-colore al cappello, ricoperto di glutine fino ad una zona anulare alta dove si presenta biancastro. Asciutto, pruinoso.

## Carne
La carne è bianca, senza odori o sapori particolari. È facilmente attaccata da larve. La cuticola ha sapore amaro.

## Spore
Bianche in massa, ovoidali. 10-12 × 6-7,5 micron.

## Habitat
Specie tipicamente mediterranea cresce soprattutto sotto il leccio in tardo autunno.

## Commestibilità
Commestibile, buono. È necessario però eliminare la cuticola che, oltre ad essere ricoperta di glutine, è amara.

## Specie simili
- Hygrophorus limacinus